# Visage
Visage foi uma banda britânica de new wave formada em Londres, em 1978. A banda é associada principalmente ao movimento new romantic, surgido no início dos anos 1980. A banda se separou em 1985, retornando às atividades em 2004. Em 2010, é anunciado um novo álbum, que foi lançado em 2013. A carreira da banda foi interrompida por causa da morte do principal vocalista Steve Strange em fevereiro de 2015.

## Discografia
- Visage - 1980
- The Anvil - 1982
- Beat Boy - 1984
- Hearts And Knives - 2013
- Orchestral - 2014
- Demons To Diamonds - 2015